# Королевская высшая музыкальная школа в Стокгольме

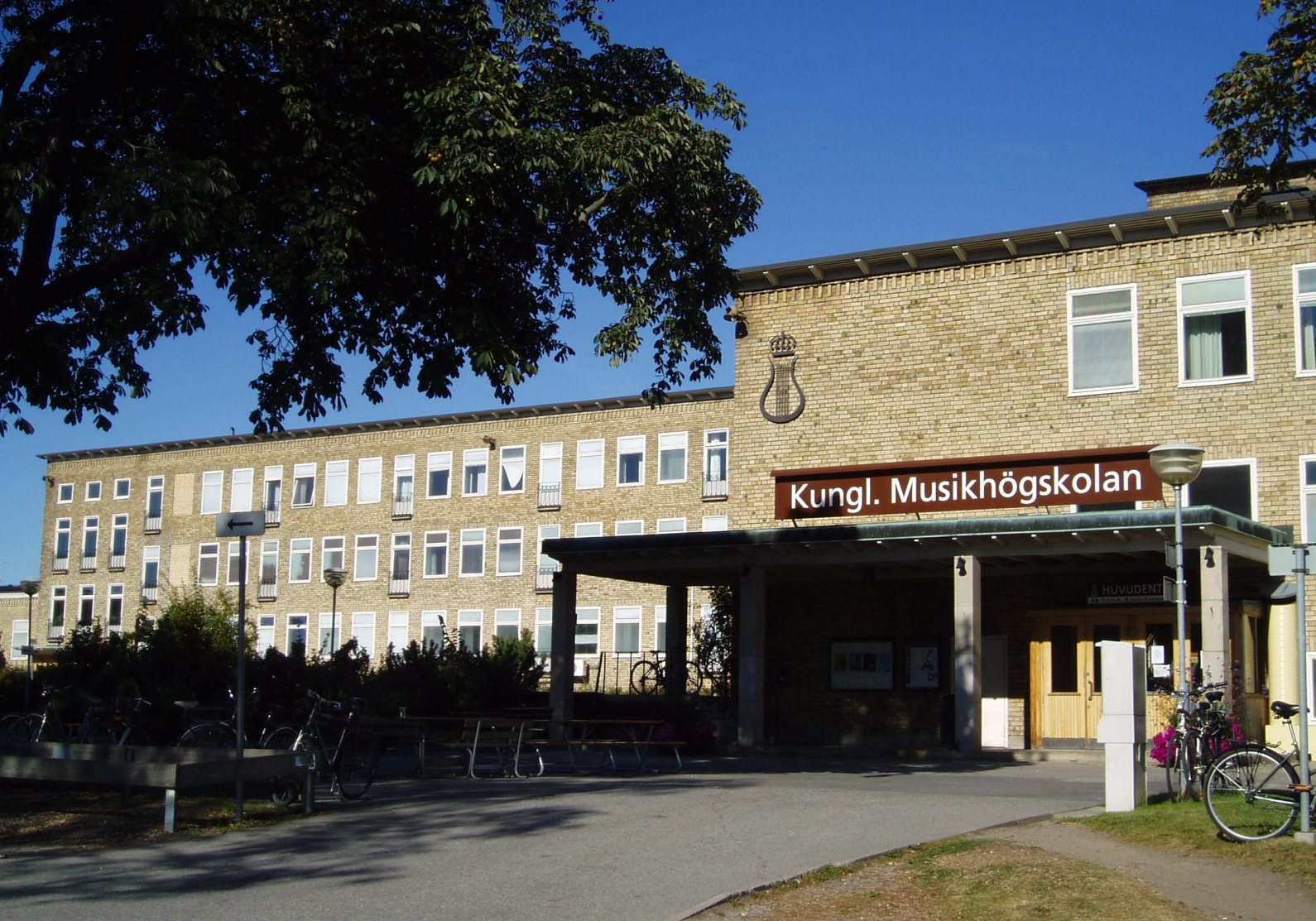
Центральный вход

Королевская высшая музыкальная школа в Стокгольме (швед. Kungliga Musikhögskolan i Stockholm) — музыкальное высшее учебное заведение в Стокгольме.
Высшая школа была основана в 1771 году и является одной из старейших высших музыкальных школ в мире. Ранее она была известна как Королевская музыкальная академическая консерватория, название, которое по-прежнему используется многими как псевдоним.
Высшая школа готовит профессиональных преподавателей музыки, церковных музыкантов, теоретиков, композиторов, дирижёров, инструменталистов и других.

## Факультеты
- Факультет классической музыки
- Факультет народной музыки
- Факультет джаза и афроамериканской музыки
- Факультет музыки и мультимедийных технологий
- Факультет композиции и дирижирования
- Факультет музыки, педагогики и социологии

## Ректоры
- с 2006 — Юханнес Юханссон (швед. Johannes Johansson), композитор
- 2000—2006 — Гунилла фон Бар, флейта
- 1993—2000 — Йёран Мальмгрен (швед. Göran Malmgren)
- 1987—1993 — Гуннар Букт (швед. Gunnar Bucht), композитор

…
- 1905—1910 — Оскар Буландер, пианист

## Известные выпускники
- Тур Аулин (1866—1914) — композитор и дирижёр
- Вильгельм Петерсон-Бергер (1867—1942) — композитор и музыкальный критик
- Хуго Альвен (1872—1960) — композитор, дирижёр, скрипач и художник
- Отто Ульсон (1879—1964) — органист и композитор, с 1908 — преподаватель этой школы, с 1924 — профессор
- Аллан Петтерсон (1911—1980) — альтист, скрипач и композитор
- Арне Мелльнес (1933—2002) — композитор
- Герберт Бломстедт (род. 1927) — дирижёр
- Даниель Бёрц (род. 1943) — композитор
- Стаффан Скейя (род. 1950) — пианист
- Кристиан Линдберг (род. 1958) — тромбонист, композитор и дирижёр
- Фредрик Сикстен (род. 1962) — органист, дирижёр и композитор
- King Diamond (Род. 1956) — вокалист, композитор (окончил скрипичное отделение)
- Все участники шведской а-капельной группы The Real Group.